# Лозна (комуна, Селаж)
Лозна (рум. Lozna) — комуна у повіті Селаж в Румунії. До складу комуни входять такі села (дані про населення за 2002 рік):
- Валя-Лешулуй (86 осіб)
- Валя-Лозней (253 особи)
- Корменіш (230 осіб)
- Лозна (402 особи) — адміністративний центр комуни
- Прелуч (224 особи)

Комуна розташована на відстані 379 км на північний захід від Бухареста, 35 км на північний схід від Залеу, 61 км на північ від Клуж-Напоки.

## Населення
За даними перепису населення 2002 року у комуні проживали 1195 осіб.
Національний склад населення комуни:
| Національність | Кількість осіб | Відсоток |
| -------------- | -------------- | -------- |
| румуни         | 1187           | 99,3%    |
| цигани         | 6              | 0,5%     |
| угорці         | 2              | 0,2%     |

Рідною мовою назвали:
| Мова      | Кількість осіб | Відсоток |
| --------- | -------------- | -------- |
| румунська | 1193           | 99,8%    |
| угорська  | 2              | 0,2%     |

Склад населення комуни за віросповіданням:
| Релігія            | Кількість осіб | Відсоток |
| ------------------ | -------------- | -------- |
| православні        | 1052           | 88,0%    |
| п'ятдесятники      | 112            | 9,4%     |
| лютерани           | 5              | 0,4%     |
| греко-католики     | 4              | 0,3%     |
| римо-католики      | 3              | 0,3%     |
| реформати          | 3              | 0,3%     |
| атеїсти            | 2              | 0,2%     |
| не вказали релігію | 3              | 0,3%     |

## Зовнішні посилання
- Дані про комуну Лозна на сайті Ghidul Primăriilor